# 227 (عدد)
227 هو عدد صحيح  طبيعي بين 226 و228

## في الرياضيات

### خصائص
- 227 عدد أولي
- 227 عدد فردي
- 227 عدد ناقص